# Capparis yunnanensis
Capparis yunnanensis är en kaprisväxtart som beskrevs av William Grant Craib och W. W. Smith. Capparis yunnanensis ingår i släktet Capparis och familjen kaprisväxter. Inga underarter finns listade i Catalogue of Life.